# Setaphis subtilis
Setaphis subtilis är en spindelart som först beskrevs av Simon 1897.  Setaphis subtilis ingår i släktet Setaphis och familjen plattbuksspindlar. Inga underarter finns listade i Catalogue of Life.